# Oh! My! Goodness!
『Oh! My! Goodness!』（オー マイ グッドネス）は、V6の12作目のアルバム。2013年2月20日にavex traxから発売。略称は「OMG」。

## 概要
- 2012年12月27日に東京・六本木ヒルズアリーナにて行われた公開イベント「V6『ROCK YOUR SOUL』Rockね！イベント」にて発売が告知された[2]。
- タイトルの「Oh! My! Goodness!」は森田剛の発案である[2][3]。
- 前作から約3年ぶりのアルバムで、楽曲制作や歌割り決めにV6メンバーも参加している[4]。
- アルバムは全曲で66分6秒であり、リピート再生したとき最後の曲と最初の曲が繋がってループするように作ってある[3]。
- 両A面シングル曲のうち、『Catch』『タカラノイシ』は未収録。

## 収録曲

### CD
※シングル曲の詳細はそのページを参照。
1. omg!（inst.）
作曲・編曲：corin.
タイトルは「お嬢ちゃん、マジ、ゴイス〜!」の略。
楽曲制作には長野、井ノ原、三宅が参加。
メンバーの声は採用されておらず、作曲者であるcorin.氏の娘と[要出典]、外国人女性の声が使われている[3]。
2. Supernova
作詞：Staxx T (CREAM)　作曲：Andreas Johansson　編曲：Andreas Johansson & 鈴木雅也
  - DVD/Blu-ray「V6 live tour 2011 Sexy.Honey.Bunny!」収録曲

本作でCD初収録。
3. BING♂（読み：ビンゴ）
作詞・作曲・編曲：corin.
楽曲制作には井ノ原が参加[3][5]。
4. Sexy.Honey.Bunny!
作詞：西寺郷太　作曲・編曲：corin.
  - 38thシングルの1曲目
5. Maybe
作詞・作曲：UNIST　編曲：GAKU
楽曲制作には森田が参加[3][5]。
6. only dreaming
作詞・作曲：作田雅弥　編曲：陶山隼
  - 37thシングルの1曲目
7. D.I.S.
作詞：西寺郷太　作曲：Mans Ek, Erik Lidbom & Micke Sosinski　編曲：Erik Lidbom
タイトルは「DISCO」の略。
楽曲制作には井ノ原が参加[3][5]。
8. エキゾチック・トリップ
作詞：キノシタトモヤ　作曲：小林正俊　編曲：久米康隆
楽曲制作には井ノ原が参加[3][5]。
9. バリバリBUDDY!
作詞・作曲：キノシタトモヤ　編曲：鈴木雅也
  - 39thシングル
10. 大人Guyz
作詞：大河内航太　作曲：大河内航太 & 木村篤史　編曲：木村篤史
楽曲制作には三宅が参加[3][5]。
11. ROCK YOUR SOUL
作詞・作曲：清水昭男　編曲：鈴木雅也
  - 41stシングル
12. 線香花火
作詞・作曲：櫻井大介　編曲：陶山隼
楽曲制作には長野が参加[5]。
13. 親愛なる君へ
作詞・作曲・編曲：HIKARI
楽曲制作には森田が参加[3][5]。
14. kEEP oN.
作詞・作曲：西寺郷太 & corin.　編曲：corin.
  - 40thシングル
15. orz...（inst.）
作曲・編曲：corin.
タイトルは「オレら、残念...」の略。
楽曲制作には長野、井ノ原、三宅が参加。

### DVD

#### 初回生産限定盤A
1. Supernova（ミュージックビデオ）
岡田が監修を務めた[6]。
2. Supernova（メイキング映像）
3. 大人Guyz（ミュージックビデオ）
4. 大人Guyz（メイキング映像）
5. 「V6『ROCK YOUR SOUL』Rockね! リリースイベント」映像

#### 初回生産限定盤B
1. アルバム完成打ち上げ!
2. Oh! My! Goodness! アルバム&コンサートに向けて 
森田が監修した「ｵｰﾏｲｸﾞｯﾈｽ」という掛け声のレコーディング風景。今作収録の「orz...」はこの音源をサンプリングしたものである[3]。
3. Prologue of V6 LIVE TOUR 2013 
  - コンサートツアー『V6 LIVE TOUR 2013 “Oh! My! Goodness!”』新規撮りおろしプロローグ映像

## 特典

### 通常盤
- 初回出荷分のみ豪華ブックレット仕様。

### 全形態共通
- 同梱のユーザーコードを使用した待ち受け画像ダウンロード（2013年2月24日23:59まで）